# Frontocnephalia angusta
Frontocnephalia angusta là một loài ruồi trong họ Tachinidae.